# Australian Open 2024 - Doppio femminile in carrozzina
Diede de Groot e Aniek van Koot erano le campionesse in carica. Diede si conferma campionessa per la quarta volta consecutiva con Jiske Griffioen, battendo in finale Yui Kamiji e Kgothatso Montjane con il punteggio di 6–3, 7–6(2). Aniek, invece, ha partecipato con Lizzy de Greef uscendo ai quarti di finale.

## Teste di serie
1. Yui Kamiji /  Kgothatso Montjane (finale)

1. Diede de Groot /  Jiske Griffioen (campionesse)

## Tabellone

### Legenda
| - Q = Qualificato - WC = Wild card - LL = Lucky loser | - ALT = Alternate - SE = Special Exempt - PR = Protected Ranking | - w/o = Walkover - r = Ritirato - d = Squalificato |

|  | Quarti di finale | Quarti di finale                     | Quarti di finale                     | Quarti di finale                     | Quarti di finale |  |  | Semifinale | Semifinale                     | Semifinale                     | Semifinale                     | Semifinale                     |   |   | Finale | Finale                        | Finale                        | Finale | Finale |  |
|  |                  |                                      |                                      |                                      |                  |  |  |            |                                |                                |                                |                                |   |   |        |                               |                               |        |        |  |
|  | 1                | Yui Kamiji Kgothatso Montjane        | Yui Kamiji Kgothatso Montjane        | Yui Kamiji Kgothatso Montjane        | w/o              |  |  |            |                                |                                |                                |                                |   |   |        |                               |                               |        |        |  |
|  |                  | María Florencia Moreno Momoko Ohtani | María Florencia Moreno Momoko Ohtani | María Florencia Moreno Momoko Ohtani |                  |  |  | 1          | Yui Kamiji Kgothatso Montjane  | Yui Kamiji Kgothatso Montjane  | 6                              | 6                              |   |   |        |                               |                               |        |        |  |
|  |                  | Pauline Déroulède Lucy Shuker        | Pauline Déroulède Lucy Shuker        | 5                                    | 62               |  |  |            | Angélica Bernal Zhu Zhenzhen   | Angélica Bernal Zhu Zhenzhen   | 4                              | 3                              |   |   |        |                               |                               |        |        |  |
|  |                  | Angélica Bernal Zhu Zhenzhen         | Angélica Bernal Zhu Zhenzhen         | 7                                    | 7                |  |  |            |                                |                                |                                |                                |   |   | 1      | Yui Kamiji Kgothatso Montjane | Yui Kamiji Kgothatso Montjane | 3      | 62     |  |
|  |                  | Dana Mathewson Manami Tanaka         | Dana Mathewson Manami Tanaka         | 6                                    | 6                |  |  |            |                                | 2                              | Jiske Griffioen Diede de Groot | Jiske Griffioen Diede de Groot | 6 | 7 |        |                               |                               |        |        |  |
|  |                  | Shiori Funamizu Li Xiaohui           | Shiori Funamizu Li Xiaohui           | 2                                    | 2                |  |  |            | Dana Mathewson Manami Tanaka   | Dana Mathewson Manami Tanaka   | 2                              | 0                              |   |   |        |                               |                               |        |        |  |
|  |                  | Lizzy de Greef Aniek van Koot        | Lizzy de Greef Aniek van Koot        | 3                                    | 2                |  |  | 2          | Jiske Griffioen Diede de Groot | Jiske Griffioen Diede de Groot | 6                              | 6                              |   |   |        |                               |                               |        |        |  |
|  | 2                | Jiske Griffioen Diede de Groot       | Jiske Griffioen Diede de Groot       | 6                                    | 6                |  |  |            |                                |                                |                                |                                |   |   |        |                               |                               |        |        |  |